# Jim Caviezel
James Patrick „Jim“ Caviezel (* 26. září 1968 Mount Vernon, Washington) je americký herec. K jeho nejvýznamnějším rolím patří Ježíš Kristus v Gibsonově filmu Umučení Krista (2004), John Reese v seriálu Lovci zločinců (2011–2016) a agent Tim Ballard ve filmu Sound of Freedom (2023). Dále hrál například ve filmech Tenká červená linie (1998), Policajtka (2001), Hrabě Monte Christo (2002), Bobby Jones: Odpal génia (2004), Déjà Vu (2006) a Plán útěku (2013).
Hlásí se ke katolické víře a vícekrát vystupoval v médiích v kampaních podporujících stanoviska katolické církve a hnutí pro-life. V roce 1996 se oženil s Kerri Browitt, s níž později adoptovali tři čínské děti.